# Tor André Grenersen
Tor André Grenersen (Narvik, 11 november 1969) is een voormalig profvoetballer uit Noorwegen, die speelde als doelman.

## Interlandcarrière
Grenersen kwam in de periode 1990–1993 één keer uit voor de nationale ploeg van Noorwegen. Onder leiding van bondscoach Egil Olsen maakte hij op 7 november 1990 zijn debuut, in een vriendschappelijk duel tegen Tunesië (1–3) in Bizerte, net als Erik Mykland (IK Start), Einar Rossbach (Tromsø IL), Kåre Ingebrigtsen (Rosenborg BK) en Claus Eftevaag (IK Start). Grenersen verving Rossbach in die wedstrijd na 29 minuten.

## Erelijst
Tromsø IL
- Noorse beker

1996